# ناهد السيد
ناهد السيد، شاعرة عامية وكاتبة قصص أطفال وصحفية مصرية، من مواليد محافظة الجيزة، متزوجة من الكاتب الصحفي أشرف عبد الشافي.

## بداياتها
بدأت ناهد السيد كتابة شعر العامية وهي في الثانية عشر من عمرها وتعلمت على يد أخيها الشاعر صبرى السيد الذي أصدر ديوانا واحدا بعنوان «صلاه المودع»، وصاحب القصيدة الشهيرة «فتافيت محبة»، وبدأت في الكتابة للطفل عام 2005.

## أعمالها
صدر للكاتبة 3 دواوين شعر، اثنين منها عن هيئة قصور الثقافة بعنوان «أنثى»، والثاني بعنوان «الحياة الحب» عامي 1998 و2000. والديوان الثالث صدر عن دار «نيفرو» بعنوان «كعب عالٍ»، عام 2005، كما صدر لها أيضا «الشياتين الـ13»، عن الهيئة المصرية العامة للكتاب، وهو كتاب يختص بمرحلة المراهقة وكان تجربة مشتركة بينها وبين ابنتها المراهقة ذات الـ13 عاما وقتها ضحى أشرف عبد الشافى، ويتناول علاقة هذه الفتيات بالإنترنت والشات في هذه السن بخاصة، وكتبت الحوار كله بلغة «الفرنكوعربية» التي يتم كتابة الشات بها، كما صدر لها أيضا ديوان «بيكا عامية» عن دار النسيم في عام 2016، وكتاب عروس النيل عن مكتبة الدار العربية للكتاب.

## جوائز
فارت ناهد السيد بعدة جوائز إبان دراستها الجامعية، ثم نالت الجائزة الأولى بمسابقة هيئة قصور الثقافة للشعر العامى عن ديوان «بانت سعاد» عام 2002، الذي لم يطبع بعد.

## الكتابة للطفل
رسم لها الفنان الكبير حجازي أول قصة بعنوان «عروس النيل»، وصدرت عن الدار المصرية البنانية، ثم تبعها ثلاث قصص أخرى، أولها «الأستاذ شبر ونص» ورسمها الفنان «جورج بهجورى» والثاني «الحصان لام ألف» ورسمها الفنان السودانى صلاح المر، والقصة الثالثة بعنوان «البيضة الصفراء» ورسمتها الفنانة سعاد عبد الرسول، وصدرت القصص الثلاث عن دار تيبار السودانية عام 2010.

## دورها المجتمعي
أسست مؤخرا رابطة شاعرات مصريات باسم «ذات» بالاشتراك مع عبير عبد العزيز ومها شهاب وهبه عصام ورشا عبد المنعم، وبدأن في فرض طريقة جديدة على إلقاء الشعر في الأمسيات بتجميع كافة أنواع الفنون المصاحبة مع الإلقاء الشعرى، مع الحرص على وحدة موضوع القصايد فيما بينهن، مع تنوع الأصوات والتناول، وكان أول ظهور لهن في قرية تونس بالفيوم على هامش «مهرجان الخزف السنوى» في نوفمبر 2013.